# Pelota basca nos Jogos Pan-Americanos de 2023 - Qualificação
Abaixo está o sistema de qualificação e os comitês olímpicos nacionais qualificados a Pelota basca nos Jogos Pan-Americanos de 2023, programada para ser realizada em Santiago, no Chile, de 31 de outubro a 5 de novembro de 2023. 

## Sistema de classificação
Um total de 66 atletas (33 por gênero) irão se qualificar para competir. Cada nação pode inscrever até 12 atletas (seis por gênero). O país-anfitrião, Chile, automaticamente garantiu uma equipe completa de 12 atletas. Haverá o total de dois eventos classificatórios. A melhor equipe da América em cada evento no Campeonato Mundial Absoluto de Pelota Basca de 2022 garantirá uma vaga. O segundo evento será o Torneio Pan-Americano de Pelota Basca, no qual 21 homens e 21 mulheres serão qualificados. 

## Linha do tempo
| Eventos                                    | Data                     | Local    |
| ------------------------------------------ | ------------------------ | -------- |
| Campeonato Mundial de Pelota Basca de 2022 | 23–29 de outubro de 2022 | Biarritz |
| Torneio Pan-Americano de Pelota Basca      | 17–22 de abril de 2023   | Lima     |

## Sumário de classificação
| Nação                               | Masculino | Masculino | Masculino | Masculino | Feminino  | Feminino | Feminino  | Feminino  | Total |
| Nação                               | Trinquete | Frontón   | Frontênis | Frontball | Trinquete | Frontón  | Frontênis | Frontball | Total |
| ----------------------------------- | --------- | --------- | --------- | --------- | --------- | -------- | --------- | --------- | ----- |
| ARG Argentina                       | 2         | 1         | 2         | 1         | 2         | 1        |           | 1         | 10    |
| BOL Bolívia                         |           | 1         |           |           |           |          |           | 1         | 2     |
| BRA Brasil                          |           |           |           | 1         |           |          |           |           | 1     |
| CHI Chile                           | 2         | 1         | 2         | 1         | 2         | 1        | 2         | 1         | 12    |
| CRC Costa Rica                      |           |           |           |           |           |          |           | 1         | 1     |
| CUB Cuba                            |           | 1         |           | 1         |           | 1        | 2         | 1         | 6     |
| EAI Equipe de Atletas Independentes |           |           |           |           |           |          |           | 1         | 1     |
| USA Estados Unidos                  |           |           | 2         | 1         |           |          |           |           | 3     |
| MEX México                          | 2         | 1         | 2         | 1         | 2         | 1        | 2         | 1         | 12    |
| PER Peru                            | 2         |           | 2         | 1         |           |          | 2         |           | 7     |
| URU Uruguai                         | 2         |           |           | 1         | 2         | 1        |           | 1         | 7     |
| VEN Venezuela                       |           |           |           |           | 2         |          | 2         |           | 4     |
| Total: 12 CONs                      | 10        | 5         | 10        | 8         | 10        | 5        | 10        | 8         | 66    |

## Masculino

### Pelota de goma trinquete duplas
| Competição                             | Vagas | Classificados                   |
| -------------------------------------- | ----- | ------------------------------- |
| País-sede                              | 2     | CHI Chile                       |
| 2022 Basque Pelota World Championships | 2     | ARG Argentina                   |
| Torneio Pan-Americano de Pelota Basca  | 6     | MEX México URU Uruguai PER Peru |
| TOTAL                                  | 10    |                                 |

### Pelota de goma frontón individual
| Competição                                 | Vagas | Classificados                      |
| ------------------------------------------ | ----- | ---------------------------------- |
| País-sede                                  | 1     | CHI Chile                          |
| Campeonato Mundial de Pelota Basca de 2022 | 1     | MEX México                         |
| Torneio Pan-Americano de Pelota Basca      | 3     | ARG Argentina BOL Bolívia CUB Cuba |
| TOTAL                                      | 5     |                                    |

### Frontênis em duplas
| Competição                                 | Vagas | Classificados                     |
| ------------------------------------------ | ----- | --------------------------------- |
| País-sede                                  | 2     | CHI Chile                         |
| Campeonato Mundial de Pelota Basca de 2022 | 2     | USA Estados Unidos                |
| Torneio Pan-Americano de Pelota Basca      | 6     | MEX México ARG Argentina PER Peru |
| TOTAL                                      | 10    |                                   |

### Frontball
| Competição                                 | Vagas | Classificados                                                             |
| ------------------------------------------ | ----- | ------------------------------------------------------------------------- |
| País-sede                                  | 1     | CHI Chile                                                                 |
| Campeonato Mundial de Pelota Basca de 2022 | 1     | MEX México                                                                |
| Torneio Pan-Americano de Pelota Basca      | 6     | CUB Cuba ARG Argentina BRA Brasil USA Estados Unidos URU Uruguai PER Peru |
| TOTAL                                      | 8     |                                                                           |

## Feminino

### Pelota de goma trinquete duplas
| Competição                                 | Vagas | Classificados                        |
| ------------------------------------------ | ----- | ------------------------------------ |
| País-sede                                  | 2     | CHI Chile                            |
| Campeonato Mundial de Pelota Basca de 2022 | 2     | ARG Argentina                        |
| Torneio Pan-Americano de Pelota Basca      | 6     | MEX México URU Uruguai VEN Venezuela |
| TOTAL                                      | 10    |                                      |

### Pelota de goma frontón individual
| Competição                             | Vagas | Classificados                      |
| -------------------------------------- | ----- | ---------------------------------- |
| País-sede                              | 1     | CHI Chile                          |
| 2022 Basque Pelota World Championships | 1     | MEX México                         |
| Torneio Pan-Americano de Pelota Basca  | 3     | CUB Cuba ARG Argentina URU Uruguai |
| TOTAL                                  | 5     |                                    |

### Frontênis em duplas
| Competição                             | Vagas | Classificados                   |
| -------------------------------------- | ----- | ------------------------------- |
| País-sede                              | 2     | CHI Chile                       |
| 2022 Basque Pelota World Championships | 2     | MEX México                      |
| Torneio Pan-Americano de Pelota Basca  | 6     | CUB Cuba PER Peru VEN Venezuela |
| TOTAL                                  | 10    |                                 |

### Frontball
| Competição                                 | Vagas | Classificados                                                                                     |
| ------------------------------------------ | ----- | ------------------------------------------------------------------------------------------------- |
| País-sede                                  | 1     | CHI Chile                                                                                         |
| Campeonato Mundial de Pelota Basca de 2022 | 1     | MEX México                                                                                        |
| Torneio Pan-Americano de Pelota Basca      | 6     | URU Uruguai BOL Bolívia ARG Argentina CUB Cuba CRC Costa Rica EAI Equipe de Atletas Independentes |
| TOTAL                                      | 8     |                                                                                                   |